# Heavy Cross (Buch)
Heavy Cross (englischer Originaltitel: Coal to Diamonds: A Memoir) ist ein autobiografisches Buch der amerikanischen Sängerin Beth Ditto, das sie 2012 gemeinsam mit der feministischen Autorin Michelle Tea veröffentlichte. In dem Buch beschreibt Ditto vor allem ihre Kindheit und Jugend sowie die ersten Jahre der Bandgeschichte von Gossip bis zum Erscheinen des Albums Music for Men.

## Inhalt

### Allgemeine Inhaltsdarstellung
In Heavy Cross beschreibt Beth Ditto vor allem ihre Kindheit und Jugend, ihre Familie und Freunde sowie die ersten Jahre der Geschichte ihrer Band Gossip bis zum Erscheinen des Albums Music for Men. Die Beschreibung ist dabei weitgehend chronologisch, allerdings gibt es regelmäßig Zeit- und Gedankensprünge sowie weiter ausholende Darstellungen ihrer Gedanken zu Themen, die sie bewegen. In einigen Teilen des Buches äußert sich Beth Ditto sehr ausführlich zu verschiedenen Themen, die ihr Leben und ihre Meinungen beeinflusst haben. Dabei geht es unter anderem um das Dicksein, den Lebensstil als Punk, den Feminismus und die Homosexualität sowie um den Gesang und die Musik, speziell den Punkrock, Grunge und Riot Grrrl sowie einige prägende Bands aus diesen Bereichen. Das Buch ist in 25 unbenannte durchnummerierte Kapitel aufgeteilt und vollständig in der Vergangenheitsform sowie aus der Ich-Perspektive von Beth Ditto geschrieben.

### Das Leben von Beth Ditto

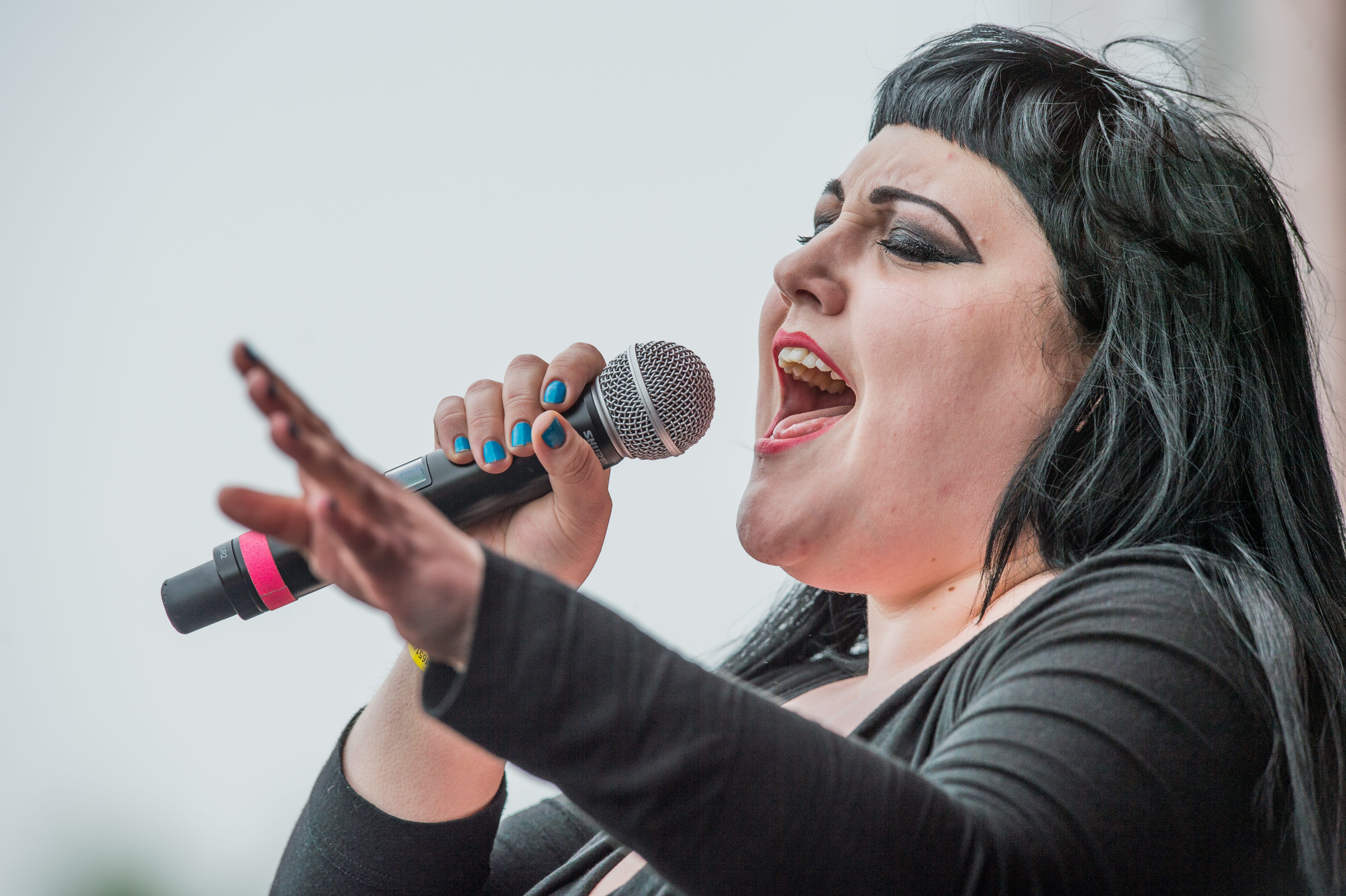
Beth Ditto während eines Auftritts mit Gossip auf dem Roskilde Festival 2012

Beth Ditto beschreibt in dem Buch ihre Biografie von den frühesten Erinnerungen an ihre Kindheit im Trailerpark in Judsonia in Arkansas bis zu ihrem Leben in Olympia in Washington und später in Portland in Oregon. Aus ihrer Kindheit schildert sie teilweise sehr drastische Erfahrungen mit ihrer Mutter Velmyra Estel und ihrem Ziehvater Homer Ditto sowie ihrer Tante „Jannie“, bei der sie Teile ihrer Jugend verbrachte. Als Kind wurde sie von ihrem Onkel, den sie als pervers bezeichnet, regelmäßig sexuell missbraucht und vergewaltigt:

„Onkel Lee Roy war ein Widerling, der seine perverse Form von Sexualität um sich herum förmlich versprühte. […] Jedes Mal, wenn wir allein waren, hatte er seine Hände überall an mir. In meiner Unterhose, unter meinem Shirt. Das war ganz normal […] Ich muss ungefähr vier Jahre alt gewesen sein, als es anfing.“

Sie beschreibt weiter, wie sie als Außenseiterin in der Schule behandelt wurde und wie sie zum Punk- und Grungestil kam und mit 15 Jahren ihre erste Band  Little Miss Muffet gemeinsam mit ihrem Highschoolfreund Anthony und dem Schlagzeuger Joey Story gründete. Sie freundete sich mit Nathan Howdeshell, Kathy Mendonca und Jeri Beard an und nach der Highschoolzeit zog sie ein Jahr nach diesen nach Olympia in Washington, wo sie sich eine Wohnung teilten. Hier wurde die Band  Gossip gegründet, die lokal auftrat und eine erste EP bei dem Independent-Label K Records veröffentlichte.

„Es war ein langweiliger Tag. Wir wollten Zeit totschlagen, und aus einer Laune heraus fingen wir an, Musik zu machen. Das war die Geburtsstunde von Gossip. […] Wir gaben unser Debüt als Vorgruppe von Boy Pussy USA, die sich wegen Halloween einen Abend lang Zombie Beat nannten. Es war für uns eine Ehre.“

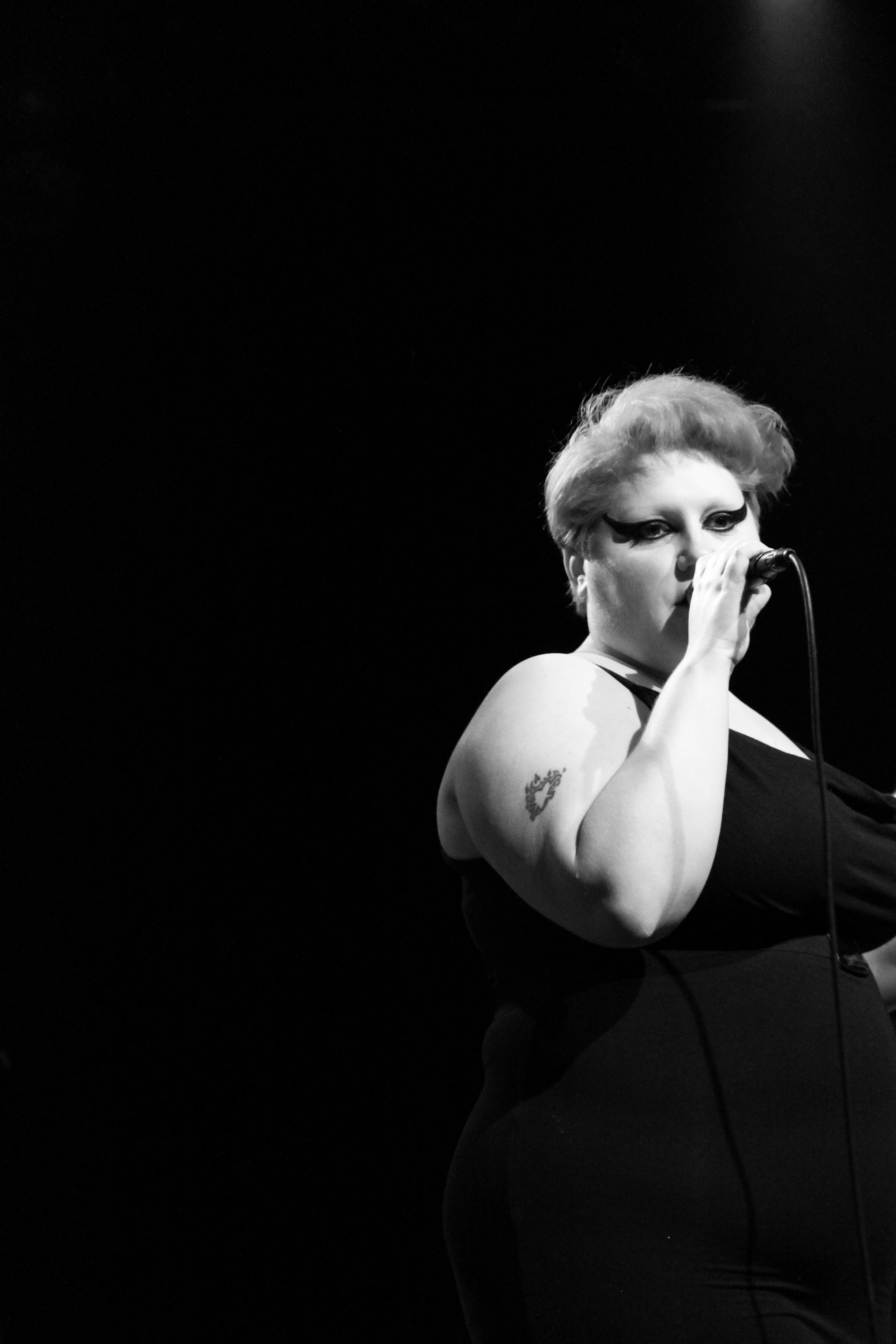
Beth Ditto im Commodore Ballroom in Vancouver, B.C.

Die Band erlangte lokale Bekanntheit als Punkband und tourte mit bekannteren Bands des Labels wie Sleater-Kinney, konnte sich in den Vereinigten Staaten musikalisch jedoch auch nach dem zweiten Album The Movement 2003 nicht durchsetzen. Beth Ditto hielt sich finanziell vor allem mit Nebenjobs zwischen den Touren über Wasser. Die Bandmitglieder zogen nach Portland, wo Beth Ditto unter Depressionen sowie unter den ersten Symptomen einer chronischen Sarkoidose litt. 2005 beschloss Kathy Mendonca, aus der Band Gossip auszusteigen und ein geregeltes Leben zu führen. Ditto hatte zu diesem Zeitpunkt entschieden, sich mehr auf die Band zu konzentrieren, und diese bekam ein Angebot, mit Le Tigre zu touren. Als neue Schlagzeugerin wurde Hannah Blilie, die vorher bei Shoplifting spielte, aufgenommen.
Im Jahr 2006 nahm die Band das Album Standing in the Way of Control mit dem gleichnamigen Titeltrack auf. Das Album wurde vor allem in Großbritannien ein großer Erfolg und im gleichen Jahr wurde Beth Ditto Gewinnerin der von der englischen Musikzeitschrift New Musical Express veröffentlichten NME Cool List. Sie war die erste Frau, die in dieser Liste gewann, und gleichzeitig gab es noch kein Coverbild von ihr auf der Zeitschrift. Die NME überredete Beth Ditto daraufhin, im Jahr darauf nackt auf dem Cover der Zeitschrift aufzutreten, was sie annahm

„Als ich vom NME zur coolsten Person der Welt gewählt wurde, war ich die erste Frau, die diesen Titel erhielt, aber auch die erste, die als coolste Person der Welt nicht aufs Cover der Ausgabe kam. […] Irgendwann meinten sie dann: »Wir wollen Beth auf der Titelseite haben, und zwar nackt.« Ich dachte lange darüber nach. […] Also zog ich es durch, obwohl ich gerade meine Tage hatte. Es tat auch nicht weh – es machte mir nichts aus, nackt zu sein.“

Am Ende des Buches resümiert sie:

„Mittlerweile kommt mir das alles gar nicht mehr so seltsam vor, was an sich schon wieder irgendwie seltsam ist. Ich weiß nicht, wem ich an welchem Ort demnächst begegnen werde. Ich weiß nicht, wie lange Gossip auf dieser unglaublichen Erfolgswelle reiten werden, die uns aus der gemütlichen kleinen Szene von Olympia herauskatapultierte. […] Ich weiß, dass ich das Produkt all dessen bin, was ich durchmachen musste, von all dem Guten und dem Schlechten. […] Judsonia sitzt mir so tief unter den Fingernägeln, dass keine Maniküre der Welt daran etwas ändern könnte.“

## Rezeption
Heavy Cross wurde in zahlreichen Magazinen besprochen, wobei der Fokus in der Regel auf der sehr direkten Darstellung und Beschreibung der Kindheit von Beth Ditto liegt.
- The Guardian
- NME
- examiner
- The Lesbrary
- SPIN
- goodreads, Random House
- Metalglory (de)

## Ausgaben
- Original: Coal to Diamonds: A Memoir with Michelle Tea. Spiegel & Grau, New York City 2012, ISBN 978-0-385525916.
- Heavy Cross (mit Michelle Tea), deutsch von Conny Lösch. Wilhelm Heyne Verlag, München 2012, ISBN 978-3-453-26675-9.

## Belege
1. ↑  Beth Ditto, Michelle Tea: Heavy Cross, deutsch von Conny Lösch. Wilhelm Heyne Verlag, München 2012; S. 63 ff. ISBN 978-3-453-26675-9.
2. ↑  Beth Ditto, Michelle Tea: Heavy Cross, deutsch von Conny Lösch. Wilhelm Heyne Verlag, München 2012; S. 74. ISBN 978-3-453-26675-9.
3. ↑  Beth Ditto, Michelle Tea: Heavy Cross, deutsch von Conny Lösch. Wilhelm Heyne Verlag, München 2012; S. 130 ff. ISBN 978-3-453-26675-9.
4. ↑  Beth Ditto, Michelle Tea: Heavy Cross, deutsch von Conny Lösch. Wilhelm Heyne Verlag, München 2012; S. 172. ISBN 978-3-453-26675-9.
5. ↑  Beth Ditto, Michelle Tea: Heavy Cross, deutsch von Conny Lösch. Wilhelm Heyne Verlag, München 2012; S. 185–186. ISBN 978-3-453-26675-9.
6. ↑  Beth Ditto, Michelle Tea: Heavy Cross, deutsch von Conny Lösch. Wilhelm Heyne Verlag, München 2012; S. 190–191. ISBN 978-3-453-26675-9.
7. ↑  Beth Ditto, Michelle Tea: Heavy Cross, deutsch von Conny Lösch. Wilhelm Heyne Verlag, München 2012; S. 199–200. ISBN 978-3-453-26675-9.